# SBB RAm TEE
Az SBB RAm sorozat vagy más néven a NS DE IV sorozat egy közösen tervezett és üzemeltetett svájci-holland dízel-villamos motorvonat sorozat volt. 1957-ben gyártotta a SIG és a Werkspoor. Összesen öt db motorvonat készült.
Selejtezéskor eladták a kanadai Ontario Northland Railwaynak.